# Jacques Byck
Jacques Byck (n. 19 octombrie 1897, București — d. 10 octombrie 1964, București) a fost un lingvist și filolog român, de origine evreu.

## Biografie
Urmează Facultatea de Litere și Filosofie din București (1918-1922). A fost
profesor universitar la Catedra de limba română a Universității din București. Împreună cu Alexandru Graur, a coordonat culegerea Studii de gramatică.

## Distincții
- Ordinul Muncii clasa a III-a (13 octombrie 1964) „cu prilejul aniversarii a 100 de ani de la înființarea Universității din București, pentru activitate îndelungată, contribuție în dezvoltarea științei și merite deosebite în dezvoltarea învățămîntului superior”[4]

## Lucrări
- Studii și articole. Pagini alese, ediție îngrijită de Florica Dimitrescu (1967)

## Ediții
- Texte de limbă veche (1930)
- Cazania lui Varlaam (1943)
- A. Russo, Cântarea României (1943)
- I. Budai-Deleanu, Țiganiada (1953)
- B.P. Hasdeu, Scrieri alese (1953)